# مارکو داموره
مارکو داموره (ایتالیایی: Marco D'Amore؛ زادهٔ ۱۲ ژوئن ۱۹۸۱) هنرپیشه اهل ایتالیا است. او اغلب به‌خاطر بازی در نقش «چیرو» در مجموعه تلویزیونی پربینندهٔ گومورا شناخته می‌شود. از دیگر آثار او می‌توان به بازی در آنچه ما نیاز داریم عشق است (۲۰۱۲) و آلاسکا (۲۰۱۵) اشاره کرد.
او رکورددار پرطرفدارترین بازیگر ایتالیایی میان ایرانیان هست با تعداد ۳۰میلیون هوادار پارسی زبان[مصاحبه خود او با شبکه منوتو تی وی]™